# سانشا
سانشا (بالصينية: 三沙市) هي مدينة من مدن الصين. يبلغ عدد سكانها 1,443 نسمة حسب إحصائيات سنة 2013.